# Walter Hagen (Maler, 1928)
Walter Hagen (* 28. Februar 1928 in Regensburg; † 21. September 1980 in Hemau) war ein deutscher Maler, Grafiker und Restaurator.

## Leben
Hagen absolvierte nach der Schulausbildung, Arbeits- und Kriegsdienst eine Malerlehre bis zur Meisterprüfung. Danach besuchte er die private Mal- und Zeichenschule Die Form von Hein König in München.
Ab 1953 lebte er in Hemau und war Mitglied im BBK Niederbayern/Oberpfalz, wo er von 1962 bis 1967 als Geschäftsführer tätig war. In Hemau wurde er 1979 zum Ortsheimatpfleger ernannt. Ein Jahr darauf verstarb er an den Folgen eines Herzinfarkts. Er hinterließ seine Frau Ingrid Hagen-Zöller, in zweiter Ehe verheiratet mit Wolfgang Zöller aus Düsseldorf, der das künstlerische Andenken Walter Hagens aktiv förderte.
Hagen schuf hauptsächlich Porträtbilder und künstlerische Darstellungen der Menschen seiner Heimat Oberpfalz. Außerdem stammen von ihm einige großformatige Wandbilder, unter anderem im Kinderheim Hemau und am Friedhof im Ortsteil Hohenschambach. Ein weiteres Wandbild Hagens befand sich bis zum Abriss des Gebäudes 2012 an der Giebelwand des ehemaligen Krankenhauses Hemau.

## Auszeichnungen/Ehrungen
- 1978: Nordgau-Kulturpreis der Stadt Amberg in der Kategorie „Bildende Kunst“
- 1996: Benennung der Walter-Hagen-Straße in Hemau[5]

## Ausstellungskataloge
- 1994: Walter Hagen : 1928–1980, Oberpfälzer Künstlerhaus Schwandorf (postum)
- Kunst- und Gewerbeverein Regensburg: Gedächtnisausstellung: Hagen, Walter (1928–1980); Hannes Weikert, Prof. (1918–1980). Eine Ausstellung bildender Kunst im Kunst- und Gewerbehaus Regensburg vom 29. September–14. Oktober 1984